# Електронистагмографија
Електронистагмографија (ЕНГ) једна је од метода у офталмологији и отлогији која се заснива на мерењу покрета очију и нистагмуса током фиксације погледа очију. Као клиничка дијагностички метода служи да открије невољне покрета очију који су узрокованих стањима као што су; нистагмус, и вртоглавица, тестирањем вестибуларног система.

## Намена
Електонистагмографија је пре свега намењена да мери покрете очију како би се установило колико добро у мозгу раде ова два нерва:
- Вестибуларни нерв (осми кранијални нерв) који иде од мозга до ушију
- Окуломоторна нерв, који иде од мозга до очију.

## Припрема и начин извођења
Припрему и непосредно мерење пожељно је извести у слабо осветљеној просторији. Испитанику пре почетка теста треба омогућити време у трајању од 15 минута да се он и његове очи привикну на услове мрака и тиме постигне стабилан корнео-ретинални потенцијал.
Идеални услови
У идеалним условима просторија за ЕНГ требало да буде потпуно изолована од светлости, тако да вестибуларно индуковани покрети ока (спонтани нистагмус, вестибуларни нистагмус) могу бити измерени у тоталном мраку са отвореним очима. Идеални услови су и ако се глава испитаника имобилише и тиме спречи мешање сигнала.
Калибрација и мерење
Калибрација и мерење фиксације, сакада и глатких покрета очију захтевају малу визуелну мету (најбоља је ласерска мета) која може бити пројектована на разним позицијама у хоризонталним и вертикалним меридијанима видног поља.

## Фактори који утичу на квалитет мерења
Неки од фактора који могу утицати на квалитет мерења су:
- Амплитуда корнеа-ретиналног потенцијала расте и до 50% при адаптацији на мрак. Такође при промени илуминације (осветљења) потребно је поново калибрисати уређај.
- Електроде могу регистровати неке нежељене сигнале, биопотенцијале као што су ЕКГ, ЕЕГ из фронталног региона мозга. То се решава високо-фреквентним филтерима (30Хз), мада ови филтери могу утицати на брзину сакада.
- При хоризонталном мерењу ЕОГ-а трептаји могу имитирати сигнал сакада или чак нистагмус.